# Латерански баптистерий
„Латеранският баптистерий“ (на италиански: Battistero lateranense известен и под името „Сан Джовани ин Фонте“ (на италиански: San Giovanni in Fonte е раннохристиянска кръщелня в Рим, разположена в близост до архибазиликата „Сан Джовани ин Латерано“.

## История
Латеранският баптистерий е построен и осветен от папа Сикст III (432-440). Дълго време той е единственият в Рим, и впоследствие става модел за всички по късни баптистерии, в т.ч. и на византийския баптистерий в Равена.

## Интериор
Разположения в центъра купел е окръжен от осем порфирни колони. На стените са изобразени фрагменти от битката на Милвийския мост през 312 г. През 1657 г. баптистерият е украсен от Франческо Боромини по поръчка на папа Александър VII.